# M/S Seabed Constructor
M/S Seabed Constructor är ett offshoresupply- och forskningsfartyg ("multi-purpose offshore construction vessel").
Hon byggdes 2013-2014 av Kleven Verft i Norge för Stig Remøys Olympic Shipping under namnet M/S Olympic Athene.
Seabed Constructor köptes av Swire Pacific Offshore under det andra halvåret 2016. Det är främst avsett att användas av Swire Seabed, ett norskt rederi som ingår i Swire-gruppen, för offshoreinspektions- och reparationsarbeten, byggnation under havsytan, underhållsarbete under havsytan, och undersökning av havsbottnar.

## Utrustning
Seabed Constructor är utrustad med en 250-tonskran och har en arbetsyta på däcket på 1.300 kvadratmeter.
Hon har en hangar för obemannade undervattensfarkoster (ROVer) och en underhållsverkstad för dessa, samt ett helikopterdäck i aluminium, byggt ovanpå däckshuset i fartygets främre del. Det har kapacitet för att klara helikoptrar med en vikt upp till 15 ton, motsvarande en medeltung helikopter av typ Sikorsky S-92.

## Uppdrag 2018
Seabed Constructor har kontrakterats på sex år av det Texasbaserade företaget Ocean Infinity, som under det första halvåret 2018 i 90 dagar ska söka efter bitar av det malaysiska passagerarflygplan som oförklarat störtade någonstans i Stilla havet i mars 2014 (Malaysia Airlines Flight 370). Fartyget är för detta ändamål utrustat med åtta stycken sex meter långa Hugin AUVer (autonoma undervattensfarkoster) för att genomleta havsbotten på ner till 6.000 meters djup i ett 25.000 kvadratkilometer stort område strax utanför tidigare genomletad havsbotten. Undervattensrobotarna är utrustade med sidoinriktade sonarer, multibeam echosounder, utrustning för analys för bottenkartering, kamera med hög upplösning, magnetometer, syntetisk apertursonar och diverse andra sensorer och mätare för konduktivitet, temperatur, turbiditet och djup.
Sökningen ledde inte till något resultat.